# Фитч, Джон (боец)
Джонатан Паркер Фитч (англ. Jonathan Parker Fitch; род. 24 февраля 1978, Форт-Уэйн) — американский боец смешанного стиля, представитель средней и полусредней весовых категорий. Выступает на профессиональном уровне начиная с 2002 года, известен по участию в турнирах таких бойцовских организаций как UFC, WSOF, Bellator. Владел титулом чемпиона WSOF в полусреднем весе, был претендентом на титулы чемпиона UFC и Bellator.

## Биография
Джон Фитч родился 24 февраля 1978 года в городе Форт-Уэйн, штат Индиана. Окончив местную старшую школу, в 1997 году поступил в Университет Пердью — в 2002 году получил здесь степень бакалавра в области физического воспитания.
Во время учёбы в университете состоял в студенческой борцовской команде, где был подопечным известного бойца Тома Эриксона. Принимал участие во многих студенческих соревнованиях по борьбе, выступал в первом дивизионе Национальной ассоциации студенческого спорта. При содействии своего наставника Эриксона познакомился с такими знаменитыми бойцами как Марк Коулман и Гари Гудридж, а по окончании университета стразу же занялся смешанными единоборствами.

### Начало профессиональной карьеры
Дебютировал в ММА на профессиональном уровне в июле 2002 года, в дебютном бою встретился с достаточно сильным бойцом Майклом Пайлом и потерпел от него поражение сдачей в первом же раунде.
В дальнейшем, тем не менее, выступал более успешно, сделал серию из восьми побед подряд, в том числе взял верх над такими известными бойцами как Шоуни Картер, Майк Сил, Хорхе Ортис, Алекс Сердюков.

### Ultimate Fighting Championship
В 2005 году присоединился к крупнейшей бойцовской организации мира Ultimate Fighting Championship, где в течение трёх лет не знал поражений, выиграв в общей сложности восемь поединков подряд. Среди побеждённых им соперников такие громкие имена как Тиагу Алвис, Луиджи Фьораванти, Роан Карнейру, Диего Санчес и др.
Благодаря череде удачных выступлений в 2008 году Фитч удостоился права оспорить титул чемпиона UFC в полусредней весовой категории, который на тот момент принадлежал канадцу Жоржу Сен-Пьеру. Противостояние между ними продлилось все отведённые пять раундов, в итоге судьи единогласным решением отдали победу Сен-Пьеру — таким образом прервалась победная серия из 16 боёв. При этом оба бойца получили бонус за лучший бой вечера.
Вскоре после чемпионского боя в ноябре 2008 года организация уволила Фитча из-за контрактных разногласий, однако буквально в течение суток сторонам удалось прийти к согласию, и был подписан новый контракт. Боец продолжил успешно выступать в промоушене, в последующие годы им были побеждены Акихиро Гоно, Паулу Тиагу, Майк Пирс, Бен Сондерс, во второй раз он взял верх над бразильцем Тиагу Алвисом.
В феврале 2011 года Джон Фитч вышел в октагон против бывшего чемпиона UFC Би Джей Пенна, бой продлился все пять раундов, в итоге решением большинства судей была зафиксирована ничья.
В декабре 2011 года Фитч потерпел первое за долгое время поражение, уже на 12 секунде первого раунда был нокаутирован Джони Хендриксом.
В 2012 году единогласным судейским решением выиграл у бразильца Эрика Силвы, заработав бонус за лучший бой вечера.
Последний раз выступал в восьмиугольнике в феврале 2013 года, когда единогласным решением уступил Демиану Майе — после этого поражения был уволен из организации. Решение об увольнении Фитча подверглось критике, поскольку в то время он входил в десятку сильнейших бойцов полусреднего веса и имел в организации хороший рекорд 14-3-1.

### World Series of Fighting
Покинув UFC, в том же 2013 году Фитч подписал контракт с другой крупной американской организацией World Series of Fighting. Здесь он выиграл два поединка из трёх, после чего в декабре 2014 года вышел на титульный бой против бразильца Розимара Пальяриса. Уже в начале первого раунда Пальярис поймал его на рычаг колена и принудил к сдаче. Позже оказалось, что Фитч провалил допинг-тест, сделанный перед боем — в его пробе были обнаружены следы запрещённого вещества. В итоге Атлетическая комиссия штата Калифорния отстранила бойца сроком на девять месяцев.
По окончании дисквалификации Фитч продолжил выступать на турнирах WSOF, в 2016 году завоевал вакантный титул чемпиона организации в полусреднем весе, который впоследствии дважды защитил.

### Bellator MMA
В марте 2018 года Джон Фитч оставил титул чемпиона WSOF вакантным и стал бойцом другого американского промоушена Bellator MMA, где благополучно дебютировал, одержав победу единогласным решением судей над английским ветераном Полом Дейли.
В апреле 2019 года в титульном бою встретился с действующим чемпионом организации Рори Макдональдом — поединок между ними получился сравнительно равным, ни один из бойцов не имел явного преимущества, в итоге судьи решением большинства склонились к ничьей. Бой также имел статус четвертьфинала гран-при Bellator в полусреднем весе, при этом дальше по турнирной сетке прошёл сохранивший за собой чемпионский пояс Макдональд.

## Статистика в профессиональном ММА
| Боёв 43         | Побед 32 | Поражений 8 |
| --------------- | -------- | ----------- |
| Нокаутом        | 6        | 2           |
| Сдачей          | 6        | 4           |
| Решением        | 20       | 2           |
| Ничьи           | 2        | 2           |
| Не состоявшихся | 1        | 1           |

| Результат    | Рекорд     | Соперник          | Способ                        | Турнир                             | Дата             | Раунд | Время | Место                    | Примечание                                                                                             |
| ------------ | ---------- | ----------------- | ----------------------------- | ---------------------------------- | ---------------- | ----- | ----- | ------------------------ | --- |
| Поражение    | 32-8-2 (1) | Нейман Грейси     | Сдача (скручивание пятки)     | Bellator 246                       | 12 сентября 2020 | 2     | 4:47  | Анкасвилл, США           | Объявил о завершении карьеры после боя.                                                                |
| Ничья        | 32-7-2 (1) | Рори Макдональд   | Решение большинства           | Bellator 220                       | 27 апреля 2019   | 5     | 5:00  | Сан-Хосе, США            | Четвертьфинал гран-при Bellator в полусреднем весе. Бой за титул чемпиона Bellator в полусреднем весе. |
| Победа       | 32-7-1 (1) | Пол Дейли         | Единогласное решение          | Bellator 199                       | 12 мая 2018      | 3     | 5:00  | Сан-Хосе, США            | |
| Победа       | 31-7-1 (1) | Брайан Фостер     | Сдача (бульдог)               | PFL: Daytona                       | 30 июня 2017     | 2     | 3:12  | Дейтона-Бич, США         | Защитил титул чемпиона WSOF в полусреднем весе.                                                        |
| Победа       | 30-7-1 (1) | Джейк Шилдс       | Единогласное решение          | WSOF 34                            | 31 декабря 2016  | 5     | 5:00  | Нью-Йорк, США            | Защитил титул чемпиона WSOF в полусреднем весе.                                                        |
| Победа       | 29-7-1 (1) | Жуан Зеферину     | Единогласное решение          | WSOF 30                            | 2 апреля 2016    | 5     | 5:00  | Лас-Вегас, США           | Выиграл вакантный титул чемпиона WSOF в полусреднем весе.                                              |
| Победа       | 28-7-1 (1) | Юсин Оками        | Единогласное решение          | WSOF 24                            | 17 октября 2015  | 3     | 5:00  | Машантакет, США          | Претендентский бой WSOF в полусреднем весе.                                                            |
| Поражение    | 27-7-1 (1) | Розимар Пальярис  | Сдача (рычаг колена)          | WSOF 16                            | 13 декабря 2014  | 1     | 1:30  | Сакраменто, США          | Бой за титул чемпиона WSOF в полусреднем весе.                                                         |
| Победа       | 27-6-1 (1) | Деннис Холлман    | Единогласное решение          | WSOF 11                            | 5 июля 2014      | 3     | 5:00  | Дейтона-Бич, США         | Бой в среднем весе.                                                                                    |
| Победа       | 26-6-1 (1) | Марсело Алфая     | Раздельное решение            | WSOF 6                             | 26 октября 2013  | 3     | 5:00  | Корал-Гейблс, США        | |
| Поражение    | 25-6-1 (1) | Джош Бёркман      | Техническая сдача (гильотина) | WSOF 3                             | 14 июня 2013     | 1     | 0:41  | Лас-Вегас, США           | |
| Поражение    | 25-5-1 (1) | Демиан Майя       | Единогласное решение          | UFC 156                            | 2 февраля 2013   | 3     | 5:00  | Лас-Вегас, США           | |
| Победа       | 25-4-1 (1) | Эрик Силва        | Единогласное решение          | UFC 153                            | 13 октября 2012  | 3     | 5:00  | Рио-де-Жанейро, Бразилия | Бой вечера.                                                                                            |
| Поражение    | 24-4-1 (1) | Джони Хендрикс    | KO (удар рукой)               | UFC 141                            | 30 декабря 2011  | 1     | 0:12  | Лас-Вегас, США           | |
| Ничья        | 24-3-1 (1) | Би Джей Пенн      | Решение большинства           | UFC 127                            | 27 февраля 2011  | 3     | 5:00  | Сидней, Австралия        | |
| Победа       | 24-3 (1)   | Тиагу Алвис       | Единогласное решение          | UFC 117                            | 7 августа 2010   | 3     | 5:00  | Окленд, США              | Бой в промежуточном весе 77,8 кг. Алвис не сделал вес.                                                 |
| Победа       | 23-3 (1)   | Бен Сондерс       | Единогласное решение          | UFC 111                            | 27 марта 2010    | 3     | 5:00  | Ньюарк, США              | |
| Победа       | 22-3 (1)   | Майк Пирс         | Единогласное решение          | UFC 107                            | 12 декабря 2009  | 3     | 5:00  | Мемфис, США              | |
| Победа       | 21-3 (1)   | Паулу Тиагу       | Единогласное решение          | UFC 100                            | 11 июля 2009     | 3     | 5:00  | Лас-Вегас, США           | |
| Победа       | 20-3 (1)   | Акихиро Гоно      | Единогласное решение          | UFC 94                             | 31 января 2009   | 3     | 5:00  | Лас-Вегас, США           | |
| Поражение    | 19-3 (1)   | Жорж Сен-Пьер     | Единогласное решение          | UFC 87                             | 9 августа 2008   | 5     | 5:00  | Миннеаполис, США         | Бой за титул чемпиона UFC в полусреднем весе. Бой вечера.                                              |
| Победа       | 19-2 (1)   | Крис Уилсон       | Единогласное решение          | UFC 82                             | 1 марта 2008     | 3     | 5:00  | Колумбус, США            | |
| Победа       | 18-2 (1)   | Диего Санчес      | Раздельное решение            | UFC 76                             | 22 сентября 2007 | 3     | 5:00  | Анахайм, США             | |
| Победа       | 17-2 (1)   | Роан Карнейру     | Сдача (удушение сзади)        | UFC Fight Night 10                 | 12 июня 2007     | 2     | 1:07  | Холливуд, США            | |
| Победа       | 16-2 (1)   | Луиджи Фьораванти | Сдача (удушение сзади)        | UFC 68                             | 3 марта 2007     | 2     | 3:05  | Колумбус, США            | |
| Победа       | 15-2 (1)   | Куниёси Хиронака  | Единогласное решение          | UFC 64                             | 14 октября 2006  | 3     | 5:00  | Лас-Вегас, США           | |
| Победа       | 14-2 (1)   | Тиагу Алвис       | TKO (удары)                   | UFC Fight Night 5                  | 28 июня 2006     | 2     | 4:37  | Лас-Вегас, США           | |
| Победа       | 13-2 (1)   | Джош Бёркман      | Сдача (удушение сзади)        | UFC Fight Night 4                  | 6 апреля 2006    | 2     | 4:57  | Лас-Вегас, США           | |
| Победа       | 12-2 (1)   | Брок Ларсон       | Единогласное решение          | UFC Fight Night 2                  | 3 октября 2005   | 3     | 5:00  | Лас-Вегас, США           | |
| Победа       | 11-2 (1)   | Джефф Джослин     | Раздельное решение            | Freedom Fight                      | 9 июля 2005      | 3     | 5:00  | Халл, Канада             | |
| Победа       | 10-2 (1)   | Алекс Сердюков    | TKO (удары руками)            | MMA Mexico 1                       | 17 декабря 2004  | 2     | 2:15  | Сьюдад-Хуарес, Мексика   | |
| Победа       | 9-2 (1)    | Хорхе Ортис       | Единогласное решение          | MMA Mexico 1                       | 17 декабря 2004  | 3     | 5:00  | Сьюдад-Хуарес, Мексика   | |
| Победа       | 8-2 (1)    | Майк Сил          | TKO (удары руками)            | MMA Mexico 1                       | 17 декабря 2004  | 2     | 2:35  | Сьюдад-Хуарес, Мексика   | |
| Победа       | 7-2 (1)    | Кенго Ура         | Единогласное решение          | Venom 1                            | 18 сентября 2004 | 2     | 5:00  | Лас-Вегас, США           | |
| Победа       | 6-2 (1)    | Шоуни Картер      | Сдача (слэм)                  | Shooto USA                         | 14 ноября 2003   | 3     | 0:41  | Лас-Вегас, США           | Бой в среднем весе.                                                                                    |
| Победа       | 5-2 (1)    | Габе Гарсия       | TKO (удары руками)            | X-1                                | 6 сентября 2003  | 1     | 2:41  | Иокогама, Япония         | |
| Победа       | 4-2 (1)    | Кайл Дженсен      | Единогласное решение          | Battleground 1                     | 19 июля 2003     | 3     | 5:00  | Чикаго, США              | |
| Не состоялся | 3-2 (1)    | Соломон Хатчерсон | NC                            | HOOKnSHOOT 1.1                     | 8 марта 2003     | 2     | N/A   | Эвансвилл, США           | Хатчерсон ударил лежащего Фитча ногой, и у того открылось рассечение.                                  |
| Поражение    | 3-2        | Вилсон Говея      | KO (удар коленом)             | HOOKnSHOOT 1                       | 13 декабря 2002  | 1     | 3:38  | Форт-Лодердейл, США      | |
| Победа       | 3-1        | Эрик Тикс         | KO (удар рукой)               | UW                                 | 7 сентября 2002  | 1     | 0:07  | Фридли, США              | |
| Победа       | 2-1        | Дэн Харт          | Сдача (гильотина)             | UW                                 | 7 сентября 2002  | 1     | 1:14  | Фридли, США              | |
| Победа       | 1-1        | Феликс Альварес   | KO (удар рукой)               | MMA Cuando Hierve la Sangre        | 31 августа 2002  | 1     | 0:10  | Монтеррей, Мексика       | |
| Поражение    | 0-1        | Майк Пайл         | Сдача (удушение сзади)        | Revolution Fighting Championship 1 | 13 июля 2002     | 1     | 2:35  | Лас-Вегас, США           | |